# St. Petri (Kirchlinteln)

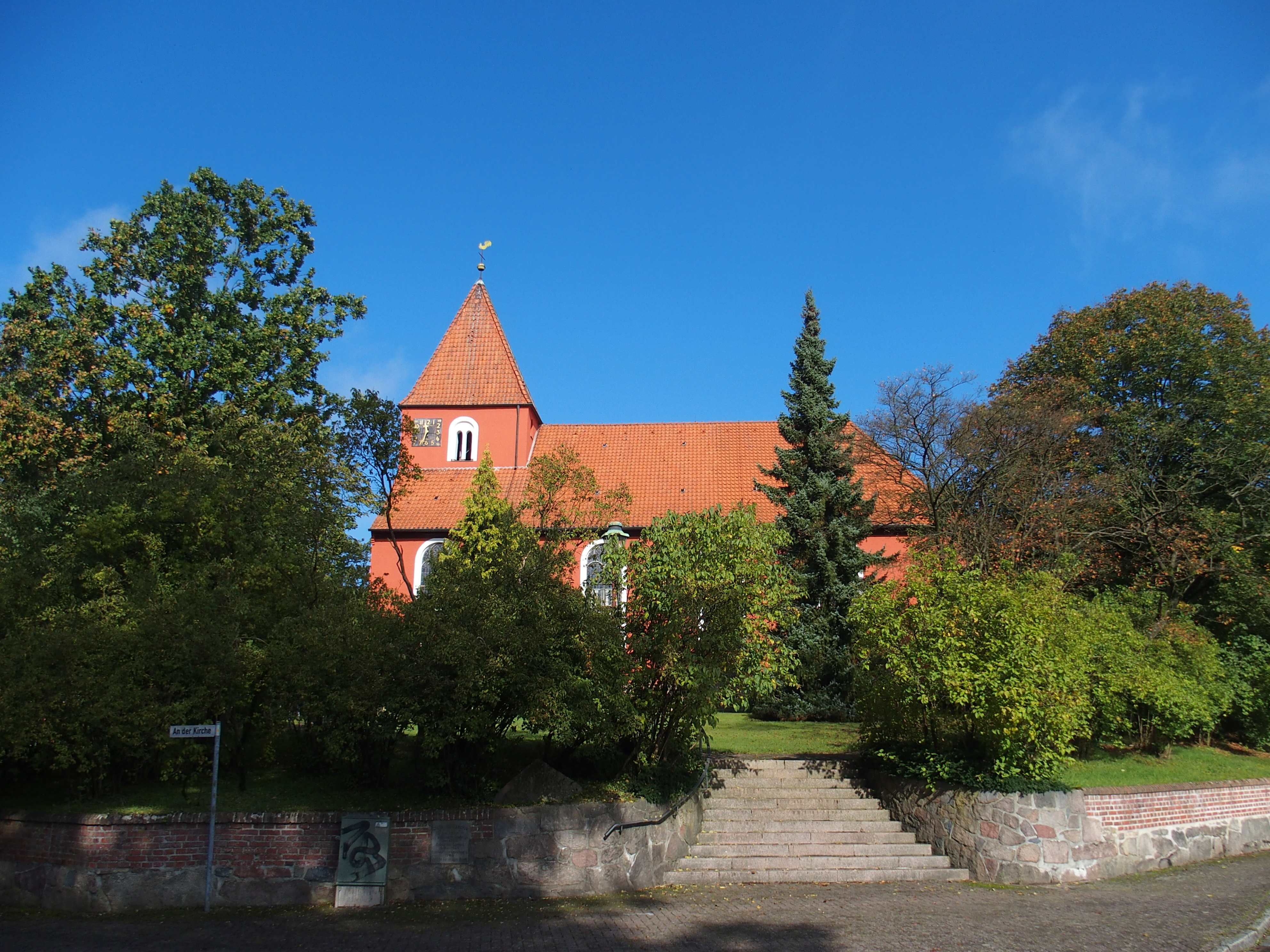
St. Petri

Die evangelisch-lutherische Kirche St. Petri steht in Kirchlinteln, einer Einheitsgemeinde im Landkreis Verden in Niedersachsen. Die Kirchengemeinde gehört zum Kirchenkreis Verden im Sprengel Stade der Evangelisch-lutherischen Landeskirche Hannovers.

## Beschreibung
Eine Kirche ist erstmals in einer Urkunde von 1385 erwähnt. Als die mittelalterliche Kirche zu klein und überdies baufällig geworden war, entstand 1798 die heutige Kirche aus rot verputzten Backsteinen. Der quadratische Turm der früheren Kirche steht noch heute als Dachturm. Hinter seinen Klangarkaden, die als Biforien ausgebildet sind, befindet sich der Glockenstuhl, in dem vier Kirchenglocken hängen, die 1953 von der Glocken- und Kunstgießerei Rincker gegossen wurden.
| Name         | Schlagton | Inschrift                                                             |
| ------------ | --------- | --------------------------------------------------------------------- |
| Gottesehre   | g′        | EHRE SEI GOTT IN DER HÖHE UND FRIEDE AUF ERDEN                        |
| Gottesruf    | b′        | GOTT SPRICHT: FÜRCHTE DICH NICHT, ICH HABE DICH GERUFEN               |
| Gottesfriede | c″        | CHRISTUS SPRICHT: FRIEDE SEI MIT EUCH                                 |
| Gotteslob    | d″        | HEILIGER GEIST GIB ZEUGNIS UNSEREM GEIST, DASS WIR GOTTES KINDER SIND |

Das Zifferblatt der Turmuhr zeigt nach Süden. Das Erdgeschoss des Turms, das 1972/73 als Taufkapelle eingerichtet wurde, ist mit dem Kirchenschiff durch eine Arkade verbunden. Das Kirchenschiff hat große Bogenfenster. Im Westen des Kirchenschiffs sind rundbogige Portale nach Norden und Süden, darüber befinden sich Rundbogenfenster. In der Mitte der Ostwand ist ebenfalls ein rundbogiges Portal. 1972/73 wurde eine Sakristei unter der östlichen der umlaufenden Emporen eingerichtet. 
Der Innenraum ist mit einer Holzbalkendecke überspannt. Der Altar und die Kanzel stammen aus der Erbauungszeit der Kirche. Das Rückpositiv der Orgel ist in die Brüstung der Empore eingefügt. In den Prospekt von 1590 wurde 1871 von Johann Hinrich Röver eine Orgel eingebaut. Sie wurde 1963 durch ein Werk mit 18 Registern, verteilt auf das Hauptwerk, das Rückpositiv und das Pedal, von Paul Ott ersetzt, das 2018 von Jörg Bente restauriert wurde.